# Kamphaeng Saen (huyện)
Kamphaeng Saen (tiếng Thái: กำแพงแสน) là huyện (amphoe) cực tây bắc của tỉnh Nakhon Pathom, miền trung Thái Lan.

## Địa lý
Các huyện giáp ranh (từ phía bắc theo chiều kim đồng hồ) là Song Phi Nong của tỉnh Suphanburi, Bang Len, Don Tum và Mueang Nakhon Pathom của tỉnh Nakhon Pathom, Ban Pong của tỉnh Ratchaburi, và Tha Maka của tỉnh Kanchanaburi.
Cơ sở Kamphaeng Saen của Đại học Kasetsart nằm ở huyện này.

## Hành chính
Huyện này được chia thành 15 phó huyện (tambon), các đơn vị này lại được chia ra thành 202 làng (muban). Kamphaeng Saen cũng là một thị trấn (thesaban tambon), nằm trên một phần của tambon Kamphaeng Saen và Thung Kraphang Hom.
| 1.  | Thung Kraphang Hom | ทุ่งกระพังโหม |  |
| 2.  | Kratip             | กระตีบ      |  |
| 3.  | Thung Luk Nok      | ทุ่งลูกนก     |  |
| 4.  | Huai Khwang        | ห้วยขวาง    |  |
| 5.  | Thung Khwang       | ทุ่งขวาง     |  |
| 6.  | Sa Si Mum          | สระสี่มุม     |  |
| 7.  | Thung Bua          | ทุ่งบัว       |  |
| 8.  | Don Khoi           | ดอนข่อย     |  |
| 9.  | Sa Phatthana       | สระพัฒนา    |  |
| 10. | Huai Mon Thong     | ห้วยหมอนทอง |  |
| 11. | Huai Muang         | ห้วยม่วง     |  |
| 12. | Kamphaeng Saen     | กำแพงแสน   |  |
| 13. | Rang Phikun        | รางพิกุล     |  |
| 14. | Nong Krathum       | หนองกระทุ่ม  |  |
| 15. | Wang Nam Khiao     | วังน้ำเขียว   |  |

Bản mẫu:Amphoe Nakhon Pathom